# Jubilee (rivier)
De Jubilee is een hydraulisch kanaal in het zuiden van Engeland, preciezer in de graafschappen Berkshire en Buckinghamshire. Het is 11,6 kilometer lang en is gemiddeld 45 meter wijd. Het kanaal werd eind jaren '90, begin jaren 2000 gebouwd om de Theems te ontzien van het teveel aan water en daarmee overstromingen nabij Maidenhead, Windsor en Eton te voorkomen. Dit wordt gerealiseerd door water stroomopwaarts van Maidenhead af te voeren en het stroomafwaarts van Eton weer terug te brengen.

## Etymologie
De naam die tijdens de planning en de constructie van het kanaal werd gebruikt, was Maidenhead, Windsor and Eton Flood Alleviation Scheme (MWEFAS). De naam van het kanaal werd door de inwoners gekozen, door middel van een poll. Het resultaat van de poll was overduidelijk 'Jubilee'.